# Каранай Муратов
Каранай Муратов (баш. Ҡаранай Моратов) — походный старшина Бурзянской волости Исторического Башкортостана, один из главных предводителей Крестьянской войны (1773—1775), главнокомандующий южной армии башкир и атаман армии Пугачева. Основатель аула Каранай (ныне Стерлибашевского района Башкортостана). Участвовал в Башкирском восстании 1755—1756. Внук известного Алдар-тархана — предводителя Башкирского восстания 1711—1714 г.г. Помимо того, что он руководил отрядами башкир, он руководил и казаками.

## Предводитель Пугачевщины
Известия о ранней жизни Караная не сохранились. Известно, что он являлся внуком Алдар-тархана.
Каранай Муратов с самого начала Пугачевщины примкнул к самозванному царю «Петру Федоровичу». Став его полковником, он вместе с другими повстанческими командирами — Каскыном Самаровым и Канбулатом Юлдашевым — 18 ноября 1773 года после упорного боя захватывает Стерлитамак. Через несколько дней ими была взята Табынская крепость и Богоявленский завод, ныне это райцентр Красноусольский, и 24 ноября осаждена Уфа. Каранай не стал задерживаться под Уфой: выполняя задание Пугачева, он двинулся в сторону Казани, чтобы обеспечить дорогу его армии к Москве. Захватив Благовещенск, а затем Бирск, Каранай вышел к Каме, переправился через неё и взбунтовал весь Удмуртский край. Без боя пали Сарапул, Ижевск, Воткинск. В конце декабря 1773 года он осадил Мензелинск. Отряды Каранай-батыра подобно огненной лаве растекаются по всему Казанскому краю: захватывают Набережные Челны, Мамадыш, Заинск и останавливаются в 30 верстах от Казани. Повстанческие власти Казанского уезда объявляли: «…Собирайте в окрестностях войско любыми средствами: ныне, очень скоро, будет сражение…Идет сам атаман Каранай, извещайте об этом во все стороны…»
Наступление правительственных войск, начавшееся в феврале 1774 года, вынудило Каранай-батыра отступить вглубь Башкирии. Сам Пугачев был наголову разбит под Оренбургом. Екатерина уже праздновала победу, когда обнаружилось, что весной 1774 года восстание разгорелось с еще большей силой. В этот период времени Каранай Муратов становится главным предводителем юга Башкирии, тогда как на севере предводительствовал Салават Юлаев. В мае 1774 года уфимские власти получили сведения, приведшие их в состояние шока: «…под командой предводителя Караная Муратова более будет 9 тысяч с пушками к Стерлитамакской пристани, а оттоль де поспешать будут к городу Уфе. Тамо же соединиться с ним может сам Пугачев, а также старшина Каскын Самаров, с которым две тысячи калмык и башкирцев с тысячу…» Это было частью плана комбинированного похода на Уфу: Пугачев с Салаватом должны были атаковать город с востока, Каранай и Каскын Самаров с юга. Но Пугачев не рискнул идти к Уфе, вблизи которой находился корпус Михельсона, и поход был отменен. 18 мая из Стерлитамака выступил отряд подполковника Рылеева в составе трех эскадронов гусар. Каранай атакует противника. Гусары, потеряв убитыми 60 человек, обращаются в бегство.
Все лето 1774 года Каранай сражался с правительственными войсками, контролируя территорию между Уфой и Оренбургом. В июле он принимает участие в походе Главной армии Пугачева на Казань и взятии города, в результате чего этот губернский центр был почти полностью уничтожен. 15 октября 1774 года Каранай-батыр оказался в руках властей. Начальник секретных комиссий генерал Павел Потемкин докладывал Екатерине II: «…в Казань доставлен главнейший бунтовщик Каранай Муратов и также скоро будет Салават с отцом…» 10 января 1775 года в Москве на Болотной площади Каранай-батыр стал свидетелем казни Пугачева. По преданию, он удостоился чести аудиенции у самой Екатерины II, пожелавшей воочию лицезреть представителя народа, с которым её доблестным войскам пришлось сражаться более года. Сыграв царице на курае, показав доблесть в рыцарском ристании с екатерининскими гренадерами, знаменитый бунтовщик отправился на родину. Абей-батша или «Тётя-царица», как называли Екатерину II башкиры, приказала придать Пугачевщину «вечному забвению и великому молчанию». Так или иначе, в 1788 году Каранай Муратов продолжал отправлять должность старшины Бурзянской волости.

## Память
- В селе Стерлибашево в Аллее Героев ему установлен бюст
- В Стерлитамаке его именем названа улица